# レンノ
レンノ（イタリア語: Lenno）は、イタリア共和国ロンバルディア州コモ県トレメッツィーナにある分離集落（フラツィオーネ）。
かつては基礎自治体（コムーネ）であったが、2014年2月4日、隣接するメッツェグラ、オッスッチョ、トレメッツォと合併し、新自治体が発足した。

## 地理

### 位置・広がり
コモ県の中部、コモ湖畔に所在する。県都コモから北北東へ20kmの距離にある。

#### 隣接コムーネ
コムーネとしてのレンノは、以下のコムーネと隣接していた。※はコモ湖対岸のコムーネ。
- ベーネ・ラーリオ - 北
- グランドラ・エドゥニーティ - 北
- メッツェグラ - 北東
- トレメッツォ - 北東
- ベッラージョ - 東※
- レッツェノ - 南※
- オッスッチョ - 西
- ポルレッツァ - 北西

## 人物

### おもな出身者
- アルベルト・メダ（イタリア語版） - デザイナー。

## 姉妹都市
- リムノス県、ギリシャ